# Doudi Abdelhadi
Doudi Mohamed Abdelhadi (en arabe : دودي  محمد عبد الهادي) aussi appelé El Hadi Doudi (en arabe : الهادي دودي) ou Abou Abdelhalim Abdelhadi el-Djazaïri (en arabe : أبو عبد الحليم عبدالهادي الجزائري) est un imam et prédicateur (da'i) musulman algérien salafiste. 
Condamné en Algérie à la peine de mort puis à la prison à perpétuité pour sa proximité avec des mouvements terroristes, il se réfugie en France dans les années 1980 et officie en tant qu'imam à Marseille. Il est expulsé de France en 2018.

## Biographie

### Jeunesse et formation
Doudi Mohamed Abdelhadi est né le 10 mai 1954 à Redeyef dans le protectorat français de Tunisie. Il grandit à Guemar dans la wilaya d'El-Oued en Algérie. 
Il fait ses études à la prestigieuse université al-Azhar du Caire avant de revenir en Algérie en 1975. 

### Imam salafiste en Algérie
Il deviendra imam à Alger dès 1976 où il effectue son service militaire. Il officie d'abord à la mosquée Baït El Arqam (Chevalley-Bouzaréah), puis à celle d'El Achour en 1978. Dans ces mosquées, un discours islamiste commence à se construire; différentes idéologies s'y côtoient. Doudi Mohamed Abdelhadi commence ainsi à militer dans la mouvance islamique. Dans une interview accordée à François Burgat, il considère que les idéologues comme Sayid Qotb, Mohammed al-Ghazali et Hassan el-Banna ont « un haut niveau intellectuel ».
Ses prêches influenceront le futur terroriste algérien Mustapha Bouyali,, dont il épouse la sœur. Bouyali crée en 1979 le « groupe de défense contre l'illicite », qui adoptera plus tard le nom de Mouvement islamique armé.  

### Exil en France et condamnation en Algérie
Doudi Mohamed Abdelhadi s'exile en France en 1981. Il sera condamné à mort par le régime algérien de Chadli Bendjedid à la suite de son soutien idéologique aux attentats menés par son beau-frère et disciple, le terroriste Mustafa Bouyali. Sa peine sera ensuite revue à la baisse et commuée en emprisonnement à perpétuité.
À la suite de sa formation à l'université islamique de Médine, il se rapproche des savants musulmans (ouléma) saoudiens, ce qui lui vaut une recommandation (tazkiyya) de Rabi al-Madkhali, chef de file du salafisme quiétiste. En 2013, Doudi Abdelhadi est en quatrième position sur les listes de la Grande Mosquée de Paris pour les élections du Conseil régional du culte musulman (CRCM) dans la région Provence-Alpes-Côte d'Azur.
Après les attentats du 13 novembre 2015 en France, Doudi prend fermement position contre les terroristes, qu'il qualifie de « criminels hérétiques » par le truchement d'une déclaration adressée au président François Hollande et signée par une quatorzaine d'autres prédicateurs madkhalistes, dans laquelle les auteurs dénoncent Daech, Boko Haram al-Qaïda.

### Mesures administratives et expulsion de France
Le 11 décembre 2017, la mosquée As-Sounna, dans laquelle Doudi officie en tant que prêcheur (khatib) dans le troisième arrondissement de Marseille, est fermée pour une durée de six mois par un arrêté du préfet de police des Bouches-du-Rhône Olivier de Mazières qui a estimé que les prêches (khoutab) de Doudi légitimait « le djihad armé et la mise à mort des auteurs d’adultère et des apostats ». Cette mesure administrative est confirmée par le Conseil d'État le 31 janvier 2018. Des notes réalisées par les services de renseignement français rendant compte de ces discours ont été utilisées pour justifier cette décision.
Le 8 mars 2018, l'expulsion de Doudi du territoire français est décidée. Toutefois la Cour européenne des droits de l'homme (CEDH) suspend de manière provisoire le processus le temps d'évaluer l'affaire à la suite d'une requête de son avocat. Doudi est finalement expulsé de France vers l'Algérie le 20 avril 2018, après que la juridiction strasbourgeoise ait validée cette mesure.
L'expulsion de Doudi témoigne de l'effort politique du gouvernement français, alors dirigé par Édouard Philippe, et du président Emmanuel Macron de resserrer la surveillance des religieux musulmans. Pour le sociologue et politologue Vincent Geisser, cette mesure politique obéit à une logique de communication politique de la part du gouvernement.